# Templo Inglés

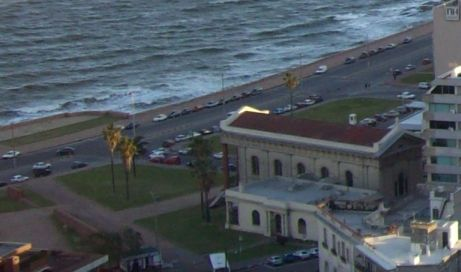
Templo Inglés

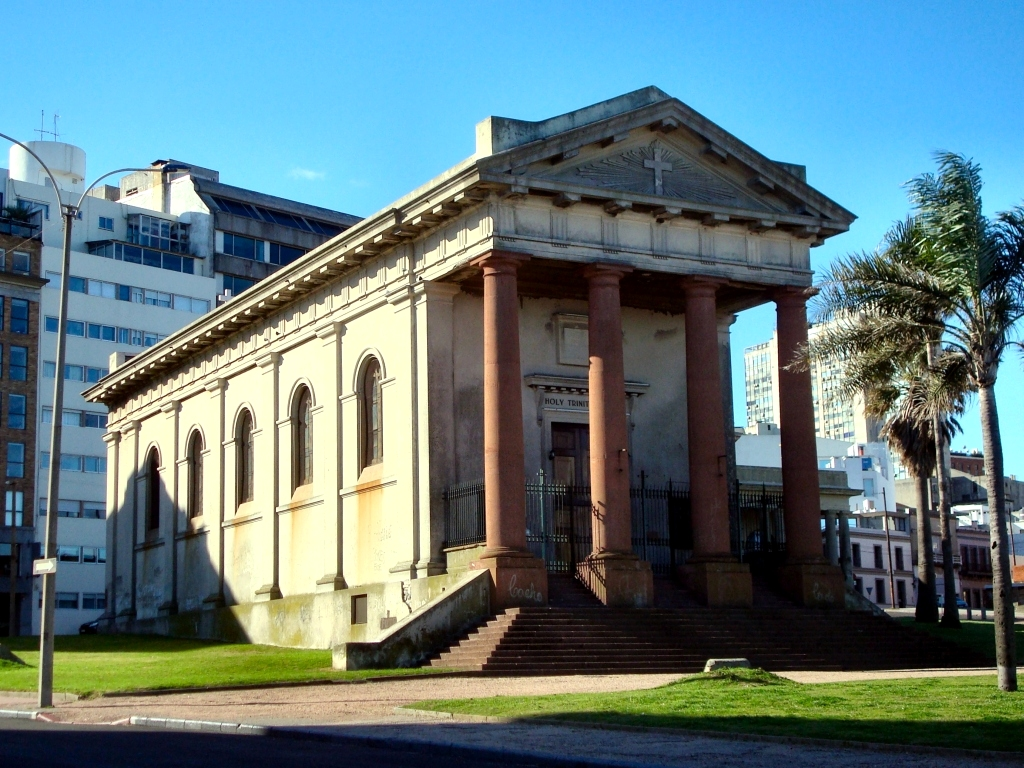
Templo Inglés

Der Templo Inglés (Catedral Santisima Trinidad; Holy Trinity Cathedral) ist ein anglikanisches Kirchengebäude in der uruguayischen Hauptstadt Montevideo. Die Kirche ist Kathedrale der Diözese Uruguay der Iglesia Anglicana del Cono Sur de América. Sie liegt im Süden des montevideanischen Barrio Ciudad Vieja westlich der Plaza España an der Calle Reconquista 522 sowie an Treinta y Tres und Rambla Gran Bretaña.
Die Holy Trinity Church wurde 1844/1845 für die britischen Marineangehörigen gebaut, die im Verlauf des Uruguayischen Kriegs 1843–1852 nach Montevideo kamen. Der Architekt Antonio Paullier entwarf die Kirche im streng klassizistischen Stil nach dem Vorbild griechisch-römischer Tempel. 
Wegen des Baus der Rambla Sur wurde die Kirche im August 1934 abgetragen. Danach begann, um eine geringe Distanz versetzt und gedreht, der Wiederaufbau. Die neue Kirche, die mit der originalen Einrichtung ausgestattet wurde, ist eine weitgehend getreue Replik des Ursprungsbaus. Weggelassen wurden jedoch die beiden kleinen Türme auf der Rückseite. Am 6. Juni 1936 wurde der neue Bau geweiht.
Seit 1975 ist der Templo Inglés als Monumento Histórico Nacional klassifiziert.